# Cephalaria tuteliana
Cephalaria tuteliana là một loài thực vật có hoa trong họ Kim ngân. Loài này được Ku? & Göktürk mô tả khoa học đầu tiên năm 2005.